# 구시노 료
구시노 료(일본어: 櫛野 亮, 1979년 3월 3일 ~ )는 일본의 전 축구 선수이다.

## 구단 경력
과거 제프 유나이티드 지바, 나고야 그램퍼스 에이트에서 활동하였다.